# Giffnock
Giffnock je město ležící ve Spojeném království, konkrétně ve Skotsku, jižně od Glasgow, do jehož aglomerace spadá. Ve městě je největší židovská komunita ve Skotsku. V Giffnocku se narodil politik Gordon Brown.